# Shinomiya matsuri
Le Shinomiya matsuri (四ノ宮祭り) est une kermesse japonaise se tenant dans le temple Tokurin-an (徳林庵) à Kyoto qui abrite l'un des six grands jizō de la ville, appelé Yamashina-jizō.

## Date et lieu

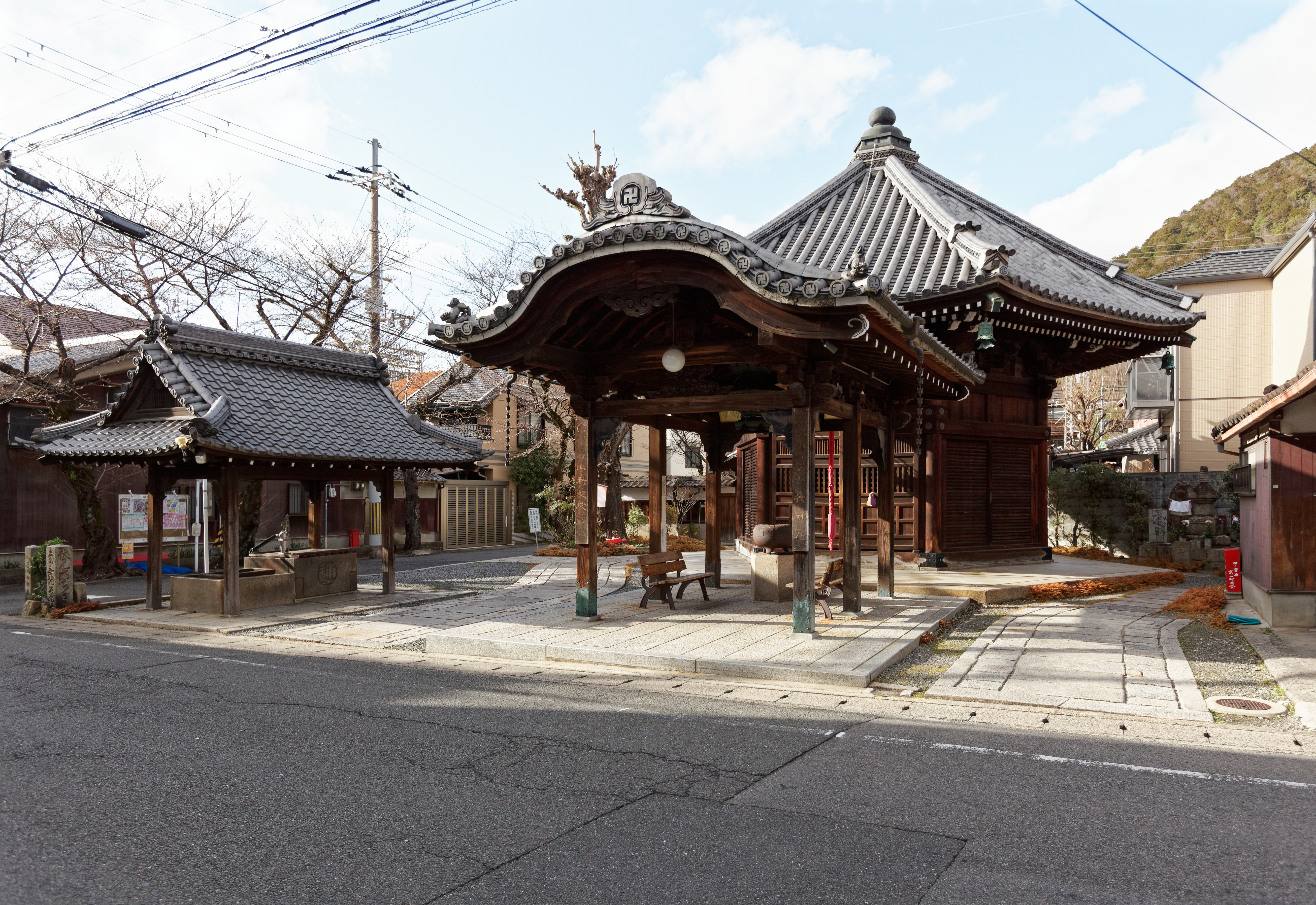
Tokurin-an.

Le festival se déroule les 22 et 23 août chaque année,. Il a lieu dans le temple Tokurin-an et la rue Kyū-sanjō, entre les gares de Yamashina et de Shinomiya (en). On y prie Yamashina-jizo pour la santé de la famille et la chance,.
Pendant le festival, de nombreux stands bordent la rue Kyū-sanjō. On peut y acheter des gâteaux, divers aliments et des boissons ou tout aussi bien jouer à des jeux et gagner des prix,.

## Contexte
Les 22 et 23 août, les croyants font un pélerinage des 6 temples de Kyoto abritant les grands jizō. Ils sont collectivement appelés roku-jizō (六地蔵, litt. six jizō). Les six temples du parcours sont le Daizen-ji (en), le Jōzen-ji (浄禅寺) et le Jōzen-ji (上善寺), le Jizō-ji, le Genkō-ji et le Tokurin-an. Le passage dans chaque temple est marqué par l'achat d'un omamori à accrocher dans l'entrée de son logement comme porte-bonheur.
Il est dit qu'on éveille son intelligence si on se couvre de la fumée de l'encens brûlé devant Yamashina-jizo,,.

## Histoire
Le poète du début de l'ère Heian Ono no Takamura aurait vu le jizo en chair et en os lors d'une de ses visions et aurait commencé la sculpture des roku-jizo à son réveil. À la fin de la période d'Heian, Taira no Kiyomori (平清盛) a installé Yamashina-jizo à Tokurin-an. 
Le temple Tokurin-an a été construit en 1550 pour célébrer un office pour l'âme de Saneyasu Shinnō (ja) (人康親王), prince impérial mort en 872. 

## Accès
Il faut deux minutes depuis la gare de Yamashina.